# Comuna Mizia, Vrața
Mizia (în bulgară Мизия) este o comună în regiunea Vrața, Bulgaria, formată din orașul Mizia și satele Krușovița, Lipnița, Saraevo, Sofronievo și Voivodovo. 

## Demografie
Componența etnică a comunei Mizia
     Romi (6,47%)
     Bulgari (89,36%)
     Nicio identificare (3,93%)
     Altele (0,66%)
La recensământul din 2011, populația comunei Mizia era de 7.570 locuitori. Din punct de vedere etnic, majoritatea locuitorilor (89,36%) erau bulgari, cu o minoritate de romi (6,47%). Pentru 3,93% din locuitori nu este cunoscută apartenența etnică.